# هزار شکر که دیدم به کام خویشت باز
غزلی با مطلع «هزار شکر که دیدم به کام خویشت باز»، غزل شمارهٔ ۲۵۸ از دیوانِ حافظ در تصحیحِ محمد قزوینی و قاسم غنی است.

## در اجراها
قوامی در برنامهٔ شمارهٔ ۳۹۲ از مجموعهٔ گل‌های رنگارنگ این غزل را در دستگاهِ سه‌گاه اجرا کرده‌است. 
جمال وفایی نیز در برنامهٔ شمارهٔ ۴۶۱ از مجموعهٔ گل‌های رنگارنگ این غزل را در آوازِ بیات اصفهان اجرا کرده‌است.